# Michael Lion
Michael Lion (* 30. Mai 1956 in Saarlouis; † 19. Juli 2025 in Lichtenfels, Oberfranken) war ein deutscher Opernsänger (Bassbariton).

## Leben
Michael Lion, im damaligen Saarstaat geboren, studierte zunächst am Konservatorium Nürnberg Klavier und Dirigieren, bevor er sich für die Sängerlaufbahn entschied. Er erhielt privaten Gesangsunterricht bei Emmi Lisken-Seiltgen in Ingolstadt. Ab 2011 arbeitete er mit Hans Sotin.
Erste solistische Auftritte hatte er an den Städtischen Bühnen Nürnberg. Dort trat er u. a. als Erster Soldat in Salome, als Hermann Ortel in Die Meistersinger von Nürnberg und als Marchese d’Obigny in La traviata auf. In der Spielzeit 2001/02 war er als „2. Bass“ im Chor der Oper Chemnitz engagiert. Von 2002 bis 2007 war er als Solist am Städtebundtheater Hof verpflichtet.
Ab der Spielzeit 2008/09 war er bis zu seinem Tode Ensemblemitglied am Landestheater Coburg. Er sang dort u. a. Don Pasquale, Fürst Gremin in Eugen Onegin, Colline in La Bohème, Kaspar in Der Freischütz, Leporello in Don Giovanni, König Heinrich in Lohengrin, Scarpia in Tosca und Ochs in Der Rosenkavalier.
In der Spielzeit 2009/10 war er als Timur in einer Neuinszenierung der Puccini-Oper Turandot zu hören. In der Spielzeit 2016/17 sang er am Landestheater Coburg den Gurnemanz in Parsifal. In der Spielzeit 2018/19 übernahm er am Landestheater Coburg die Rolle des Balstrode in einer Neuinszenierung der Oper Peter Grimes. Im Coburger Ring-Zyklus sang er ab 2019 den Wotan und den Hagen. In der Spielzeit 2024/25 sang er am Landestheater Coburg den Daland in Der Fliegende Holländer.
Lion gastierte u. a. am Pfalztheater Kaiserslautern, am Nationaltheater Mannheim (als Balstrode), am Staatstheater Meiningen (Colline, König Marke), an der Singapore Lyric Opera (als Dr. Bartolo in Der Barbier von Sevilla) und in der National Theater and Concert Hall in Taipeh (als Gurnemanz). 2019 sang er in der Coburger Morizkirche die Bass-Partie im Verdi-Requiem.
Im Februar 2025 wurde Lion zum Kammersänger ernannt. Lion war mit der Sängerin, Schauspielerin und Moderatorin Katrin Lion verheiratet. Er starb im Juli 2025 im Alter von 69 Jahren im Klinikum Lichtenfels.